# Zayolapan
Zayolapan är en ort i Mexiko.   Den ligger i kommunen Zautla och delstaten Puebla, i den sydöstra delen av landet, 160 km öster om huvudstaden Mexico City. Zayolapan ligger 2 535 meter över havet och antalet invånare är 220.
Terrängen runt Zayolapan är huvudsakligen kuperad. Zayolapan ligger uppe på en höjd. Runt Zayolapan är det ganska tätbefolkat, med 129 invånare per kvadratkilometer. Närmaste större samhälle är Zaragoza, 6,6 km öster om Zayolapan. I omgivningarna runt Zayolapan växer huvudsakligen savannskog.